# Cimego
Cimego là một đô thị tại tỉnh Trento trong vùng Trentino-Alto Adige/Südtirol, có vị trí khoảng 40 km về phía tây nam của Trento. Tại thời điểm ngày 31 tháng 12 năm 2004, đô thị này có dân số 418 người và diện tích là 10,5 km².
Cimego giáp các đô thị: Daone, Pieve di Bono, Condino, Castel Condino, Tiarno di Sotto và Tiarno di Sopra.